# 三島バイパス
三島バイパス（みしまバイパス）は、静岡県三島市谷田から静岡県駿東郡清水町八幡までを結ぶ国道1号のバイパスである。三島市を南側に迂回し、沼津バイパスに接続している。
「三島バイパス」という事業名で計画され開通したが、近年は後述の通りバイパスとしての機能が無くなり、2000年頃から「三島バイパス」という表記は標識、地図、カーナビゲーションでも使われなくなっている。

## 概要
- 起点 : 静岡県三島市谷田
- 終点 : 静岡県駿東郡清水町八幡
- 車線数 : 2車線/4車線

三島バイパスの完成は、伊豆箱根鉄道の三島広小路駅から沼津駅（現：南口ロータリー）までを運行していた路面電車をバス運行に切り替えさせるなど、三島・沼津の交通網を大きく変貌させる程、大きな整備事業だった。

当初は三島市街を南へ迂回する形でバイパスの機能を果たしていた。しかし近年、清水町での人口の急激な増加に加え、サントムーン柿田川をはじめ沿線開発がなされ、更には伊豆方面へとアクセスする道不足と車社会の進歩による交通量の増加や、殆どが平面供用であり、信号が随所にあることで通勤時間帯や土日などには渋滞が頻発するため、現在本バイパスおよび沼津バイパスのさらに外側を周回する形で東駿河湾環状道路の建設が進められている。

## 歴史
- 1962年（昭和37年）：全線開通。

## 接続するバイパスの位置関係
（東京方面）塚原バイパス - (現道) - 三島バイパス - 沼津バイパス（大阪方面）

## インターチェンジ・主な交差点
| 施設名                                | 接続路線名                                        | 備考 | 所在地        |
| ------------------------------------- | ------------------------------------------------- | ---- | ------------- |
| 国道1号（塚原バイパス）箱根方面       |                                                   |      |               |
| 谷田東小山交差点                      | 静岡県道22号三島富士線                            |      | 三島市        |
| 谷田交差点                            | 静岡県道142号三ツ谷谷田線                         |      | 三島市        |
| 南二日町IC                            | 国道136号、静岡県道21号三島裾野線                 |      | 三島市        |
| 三島玉川交差点                        | 静岡県道51号三島停車場線                          |      | 三島市        |
| 清水町玉川交差点                      | 静岡県道144号下土狩徳倉沼津港線                   |      | 駿東郡 清水町 |
| 八幡交差点                            | 静岡県道145号沼津三島線、 静岡県道380号富士清水線 |      | 駿東郡 清水町 |
| 国道1号（沼津バイパス）沼津・富士方面 |                                                   |      |               |

- 三島バイパス開通当初の終点は旧道（現・県道380号）の長沢交差点だった。その後沼津バイパスが八幡交差点から分岐する形で開通したため、八幡交差点以西の旧道は県道となり、国道1号としての三島バイパスの終点も八幡交差点に変更された。